# Yawalapiti
Les yawalapiti sont un peuple du Haut-Xingu (région et système culturel), vivant dans le Parc Indigène Xingu, état du Mato Grosso, au Brésil.

## Langues
Ils parlent la langue yawalapiti, faisant partie de la famille linguistique arawak, et le portugais. Le yawalapiti est lié aux langues Waurá et Mehináku.

## Le village yawalapiti
Typique des tribus du Haut-Xingu, le village yawalapiti est de forme circulaire et possède des maisons communales entourant une place (uikúka) débarrassée de la végétation. Au centre de la place se trouve la maison des hommes : lieu fréquenté uniquement par les hommes, et où les flûtes sacrées sont stockées et jouées. C'est dans cette maison, ou au bord de la rivière à proximité, que les hommes se rassemblent pour parler au crépuscule et où ils se peignent pour les cérémonies. La maison des hommes est similaire aux maisons d'habitation mais ne possède qu'une ou deux portes, toujours plus petites que celles des résidences, qui font face à la place centrale. Les flûtes sont accrochées aux poutres et pendant la journée, elles ne peuvent être jouées qu'à l'intérieur de la maison ; la nuit (après la retraite des femmes), les hommes peuvent jouer des flûtes dans le patio.

## Histoire
Le premier contact historique entre les yawalapiti et les européens a eu lieu en 1887, lorsqu'ils avaient été visités par l'expédition de Karl von den Steinen. A cette époque, ils étaient situés dans le cours haut de la rivière Tuatuari, dans une région entre lagunes et bourbiers identifiée par les yawalapiti comme une petite ferme. L'impression de l'anthropologue allemand sur ces Indiens était celle de la pauvreté, un peuple qui n'avait pas assez de nourriture pour offrir aux visiteurs.

### Rituels traditionnels
Le rituel Kuarup ou Kwarup est effectué pour honorer les membres morts de la tribu. Lors de cette grande cérémonie inter-communautaire des Xinguaniens, des combats de luttes traditionnelles entre tribus sont organisées, le Huka-huka.

### Quelques personnes célèbres
- Paru Kanato Yawalapiti ( -2001)
- Aritana Yawalapiti (1949-2020)
- Pirakuma Yawalapiti (1955-2015)
- Tapi Yawalapiti (1975-)